# Martin Moors
Martin Moors is een Belgische hoogleraar in de filosofie.
Hij doceert metafysica aan het Hoger Instituut voor Wijsbegeerte van de Katholieke Universiteit Leuven en publiceerde onder andere over Immanuel Kant en het Duits Idealisme. Hij is tevens diensthoofd van het Centrum voor Metafysica.
Hij doceert onder andere het opleidingsonderdeel Inleiding tot de wijsbegeerte (ook wel - naar de titel van de cursus - Fundamentele wijsbegeerte) aan de studenten van eerste bachelor taal- en letterkunde en slavistiek van de KU Leuven. Hij doceert ook colleges in de metafysica en de godsdienstfilosofie in de opleiding wijsbegeerte.
- Library of Congress Control Number: n95033936
- Nationale Bibliotheek van Tsjechië: jx20090303016
- Nationale Bibliotheek van Israël: 987007458812305171
- Nederlandse Thesaurus van Auteursnamen: 123543827
- Système universitaire de documentation: 134389824
- Virtual International Authority File: 66797781